# Kovinski vodik
Kovinski vodik nastane, če je vodik izpostavljen dovolj velikemu tlaku. Pri tem se izvrši fazna sprememba. Kovinski vodik je primer degenerirane snovi. Sestavlja ga mreža atomskih jeder (protonov) z razdaljami, ki so precej manjše kot Bohrov polmer in skoraj primerljive z elektronskimi valovnimi dolžinami. Elektroni so nevezani in se obnašajo kot prevodniški elektroni v kovini.
Priljubljeni modeli planeta Jupiter upoštevajo, da je njegovo jedro bogato s kovinskim vodikom.